# Curuquerê-da-couve
O curuquerê-da-couve (nome científico: Ascia monuste orseis), também chamada borboleta-da-couve, é uma subespécie de lepidóptero, mais especificamente de borboleta, pertencente ao gênero monotípico Ascia, da família dos pierídeos (Pieridae). Foi descrita por Jean-Baptiste Godart em 1819.

## Nome
O nome vernáculo curuquerê, segundo Antenor Nascentes, derivou do tupi ku'ru ker, no sentido de "lagarta que dorme", e dessa acepção surgiu o sentido de "larva de lagarto". Por sua vez, José de Moraes propôs derivar do tupi puruke're, no sentido de "lagarta que ataca as plantações". Seu primeiro registro ocorreu em 1958.

## Descrição
O curuquerê-da-couve mede de cinco a oito centímetros a apresenta envergadura alar de aproximadamente 63 a 86 milímetros. As asas são predominantemente brancas e ligeira tonalidade amarelada nas margens inferiores, característica do grupo monuste, com detalhes pretos no contorno. A fêmea distingue-se por uma mancha preta distintiva nas asas anteriores. As antenas exibem cílios azuis nos segmentos apicais.

## Distribuição e habitat
A espécie Ascia monuste ocorre desde o México à Argentina, Uruguai e Brasil, mas a subespécie A. m. orseis tem como localidade-tipo o Brasil. Ocorre nos estados de Alagoas, Amazonas, Bahia, Ceará, Distrito Federal, Espírito Santo, Goiás, Maranhão, Mato Grosso, Minas Gerais, Paraná, Paraíba, Pará, Pernambuco, Rio Grande do Norte, Rio Grande do Sul, Rio de Janeiro, Santa Catarina e São Paulo, nos biomas da Amazônia, Caatinga, Cerrado e Mata Atlântica. Em termos hidrográficos, ocorre nas sub-bacias do Contas, do Grande, do Guaíba, do Iguaçu, do Itapecuru, do Paraguaçu, do Madeira, do Negro, do Paraguai, do Paranapanema, do Paranaíba, do Paraíba, do Baixo Parnaíba, do Piranhas, do Purus, do Alto e Submédio São Francisco, do Tapajós, do Tietê, do Alto e Baixo Tocantins, do Trombetas, do Alto e Médio Uruguai e do litoral de Alagoas, Pernambuco, Paraíba, Bahia, Espírito Santo, Ceará, Rio de Janeiro, Rio Grande do Sul, São Paulo, Paraná e Santa Catarina. Habita florestas tropicais, áreas abertas, formações secundárias e antrópicos, como campos baldios, moitas floridas, jardins e silvicultura.

## Biologia e ecologia
Parte das populações de curuquerê-da-couve são migratórias. É uma espécie de hábitos diurnais e sua alimentação é herbívora (fase larval) e nectarívora (fase adulta). São naturalmente predadas por joaninhas, vespas, bichos-lixeiros e aranhas, além de serem sensíveis a parasitoides (principalmente vespas diminutas) e microrganismos como fungos, bactérias e vírus. Agricultores relatam que o pardal-doméstico (Passer domesticus), uma ave introduzida no Brasil pelos europeus e tipicamente insetívora, preda tanto adultos quando suas lagartas, mas estudos de campo não foram conclusivos.

### Oviposição

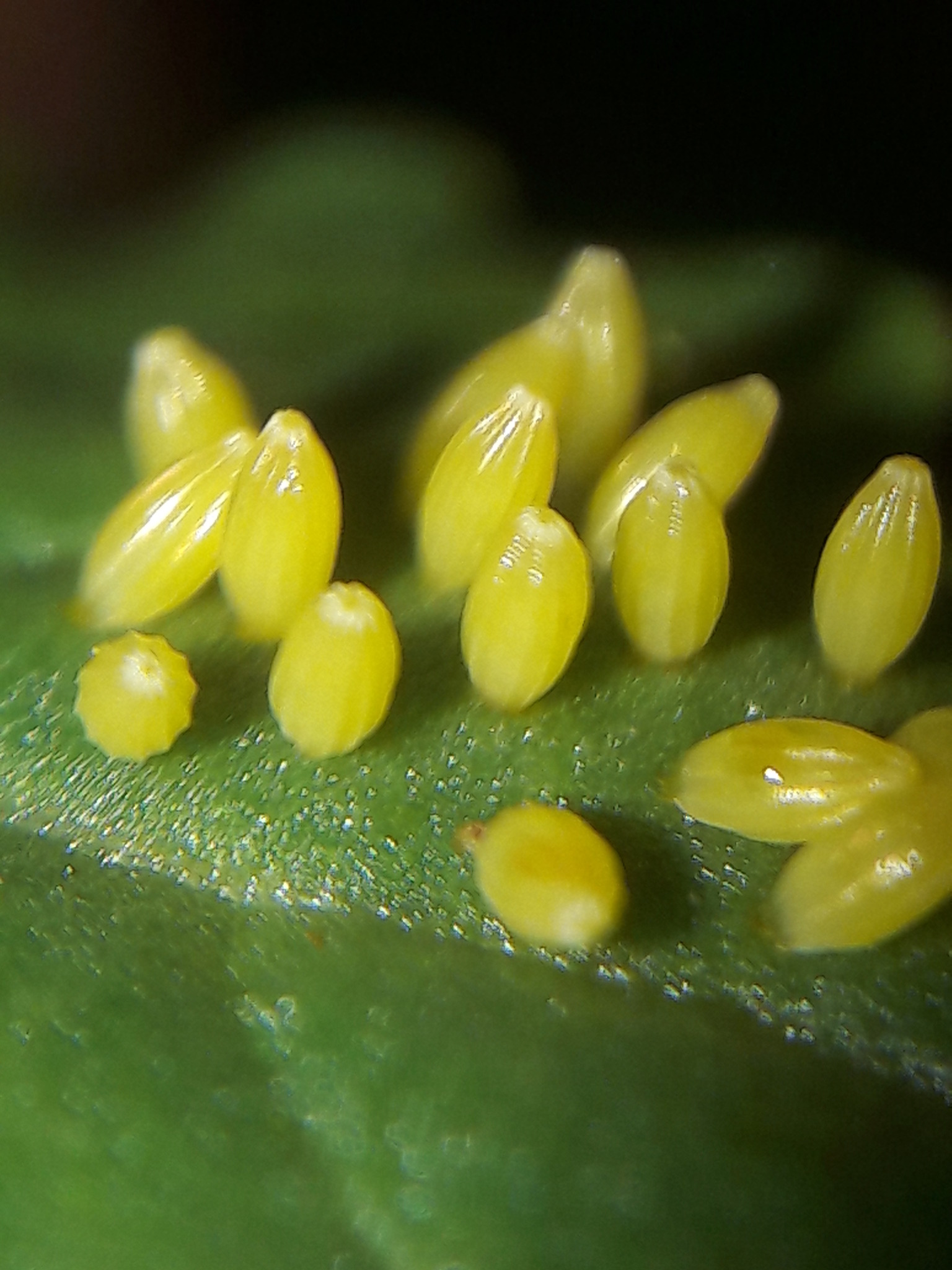
Ovos localizados em Brasília

As fêmeas realizam oviposição isolada ou em pequenos grupos nas nervuras das folhas, onde as larvas passam por cinco estágios e, em casos de superlotação, apresentam comportamento canibalístico. A fêmea deposita os ovos na face inferior das folhas, em grupos espaçados, na posição vertical. O número de ovos depositados varia de 20 a 62. Durante a oviposição, a fêmea sobrevoa as plantas por um tempo antes de pousar próximo à borda de uma folha. Ela deposita os ovos em intervalos de aproximadamente cinco segundos, formando fileiras perpendiculares ao eixo do corpo. Cada nova fileira é disposta paralelamente à anterior, resultando num agrupamento com forma aproximadamente quadrilateral. Para posicionar os últimos ovos, a fêmea curva intensamente o abdome e, às vezes, precisa mover as patas dianteiras. Após concluir a postura, encontra-se visivelmente exausta, o que permite sua captura com facilidade.
O ovo é alongado, afilado nas extremidades, especialmente na distal, e fixa-se facilmente a superfícies por meio de uma substância gelatinosa na base. Mede cerca de 1,25 milímetro de comprimento por 0,5 milímetro de largura na parte média. Apresenta cor amarela brilhante, com a extremidade superior clara e translúcida. Sua superfície é ornamentada com 10 linhas longitudinais salientes que formam lobos deprimidos, cruzados por estrias transversais regulares. A parte superior possui uma depressão circular cercada por 8 a 9 lobos curtos e esbranquiçados. Próximo à eclosão, a coloração escurece e é possível, sob a lupa, observar os movimentos da lagarta no interior do ovo, evidenciados pelas mandíbulas e pelos pelos aderidos ao tegumento. A eclosão dos ovos ocorre quando a larva, por pressão interna, rompe lateralmente o córion próximo à extremidade distal. O processo completo de saída da lagarta leva entre 35 e 60 minutos. Após emergir, a lagarta consome o córion como seu primeiro alimento. No local da postura, permanecem manchas circulares escuras sobre o limbo foliar.

### Desenvolvimento larval
A eclosão ocorre após quatro a cinco dias da postura e o estágio larval dura de 20 a 25 dias. Ao nascer, a lagarta mede cerca de três milímetros e apresenta coloração amarelo-pálida brilhante, com a cabeça de tom mais intenso. Com o tempo, adquire tonalidades esverdeadas, sobretudo nos primeiros segmentos do corpo. A cabeça, grande e destacada por uma linha escura, possui pelos claros. Cada segmento do corpo apresenta pelos curtos e negros sobre elevações que escurecem gradualmente, tornando-se mais evidentes. O protórax e os segmentos abdominais têm seis verrugas pilosas organizadas em duas linhas; os segmentos médio e posterior do tórax têm apenas a primeira linha. Pelos laterais longos, claros, surgem em todos os segmentos, abaixo da linha dos estigmas, que são pouco visíveis. As patas são claras, com extremidades escuras nas torácicas, todas recobertas por pubescência clara. As lagartas produzem continuamente fios sedosos, formando um emaranhado sobre as folhas, o que dificulta sua manipulação. No fim do primeiro instar, o dorso torna-se verde-claro com tons azulados na parte anterior, o ventre e as laterais seguem o mesmo padrão esverdeado, e faixas amarelo-esverdeadas surgem entre dorso e flancos. A cabeça mantém o tom amarelado e os pelos claros. Neste estágio, com aproximadamente 4,5 milímetros de comprimento, as lagartas passam a roer o parênquima foliar, perfurando o limbo das folhas. Durante a ecdise, a cápsula cefálica é a primeira parte a ser descartada, frequentemente permanecendo presa aos segmentos anteriores do corpo antes de cair. As exúvias (peles descartadas) são frequentemente ingeridas pelas próprias lagartas como alimento.

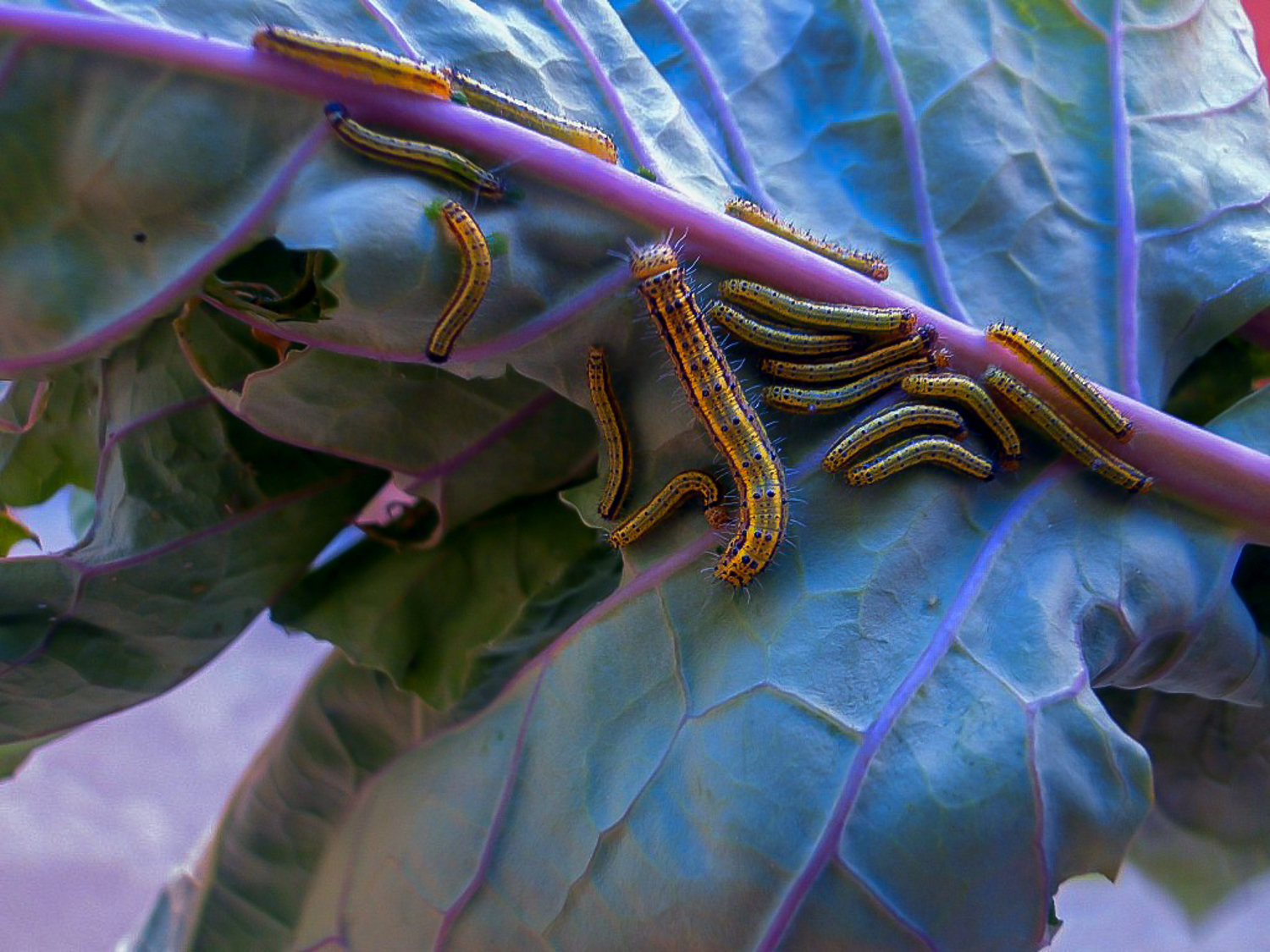
Larvas em instares diversos avistadas em Paracambi, no Rio de Janeiro

No segundo instar, as lagartas sofrem modificações visíveis. A cabeça torna-se amarelo-pardacenta com brilho, mais escura que antes, e apresenta verrugas ferrugíneas evidentes, de onde nascem longos pelos brancos. A sutura cefálica torna-se perceptível, com sombras pardo-escuras. Manchas ferrugíneas surgem nas faces laterais e frontais da cabeça. A área dorsal adquire tonalidade verde mais intensa, especialmente na parte anterior do corpo. As verrugas escurecem, sendo pardo-escuras na parte posterior e negras na anterior. As faixas supraespiraculares escurecem para pardo-ferrugíneo, enquanto o restante da face lateral e o ventre exibem coloração amarelo-esverdeada, com a metade anterior ventral mais viva. As patas torácicas são negras na ponta, e as pernas membranosas verde-amareladas e brilhantes. Os pelos laterais tornam-se curvados e nascem de elevações marrom-escuras, situadas acima dos estigmas. A linha escura entre a cabeça e o corpo perde nitidez. A olho nu, as lagartas com cerca de cinco milíetros apresentam coloração esverdeada, mais escura na parte anterior, com riscas negras formadas pelas verrugas de onde nascem os pelos, parecendo uma linha contínua. Além dos pelos negros, surgem pelos curtos e claros (pubescência) ao longo das laterais e patas. Ao final da segunda idade, a lagarta alcança até 10 milímetros, mantendo os traços descritos.
No terceiro instar, a lagarta apresenta aumento notável na quantidade e no comprimento dos pelos. A cabeça permanece amarelo-esverdeada, com um colar estreito que a separa do corpo, e mostra manchas negras frontais e tubérculos pilosos. A região dorsal torna-se ainda mais verde e intensa que no instar anterior, com verrugas negras muito evidentes. O pronoto é predominantemente preto, cruzado apenas por uma linha mediana verde-brancacenta, que se destaca nesse instar. As patas abdominais apresentam manchas escuras pouco definidas em suas faces externas. A faixa supraespiracular adquire coloração cinza-escura com tons roxos, enquanto a face ventral mantém o esverdeado com nuances pardas. Ao longo do dorso, diferencia-se uma risca verde que se destaca por estar entre as verrugas dorsais e pequenas manchas escuras nos espaços onde elas estão ausentes. Ao final deste instar, a lagarta alcança cerca de 15 milímetros de comprimento. No quarto instar, a lagarta mantém a coloração geral dos instares anteriores. Os pelos tornam-se ainda mais longos, especialmente os claros localizados nas laterais do corpo. Ao final desse instar, as lagartas atingem aproximadamente 20 milímetros de comprimento.

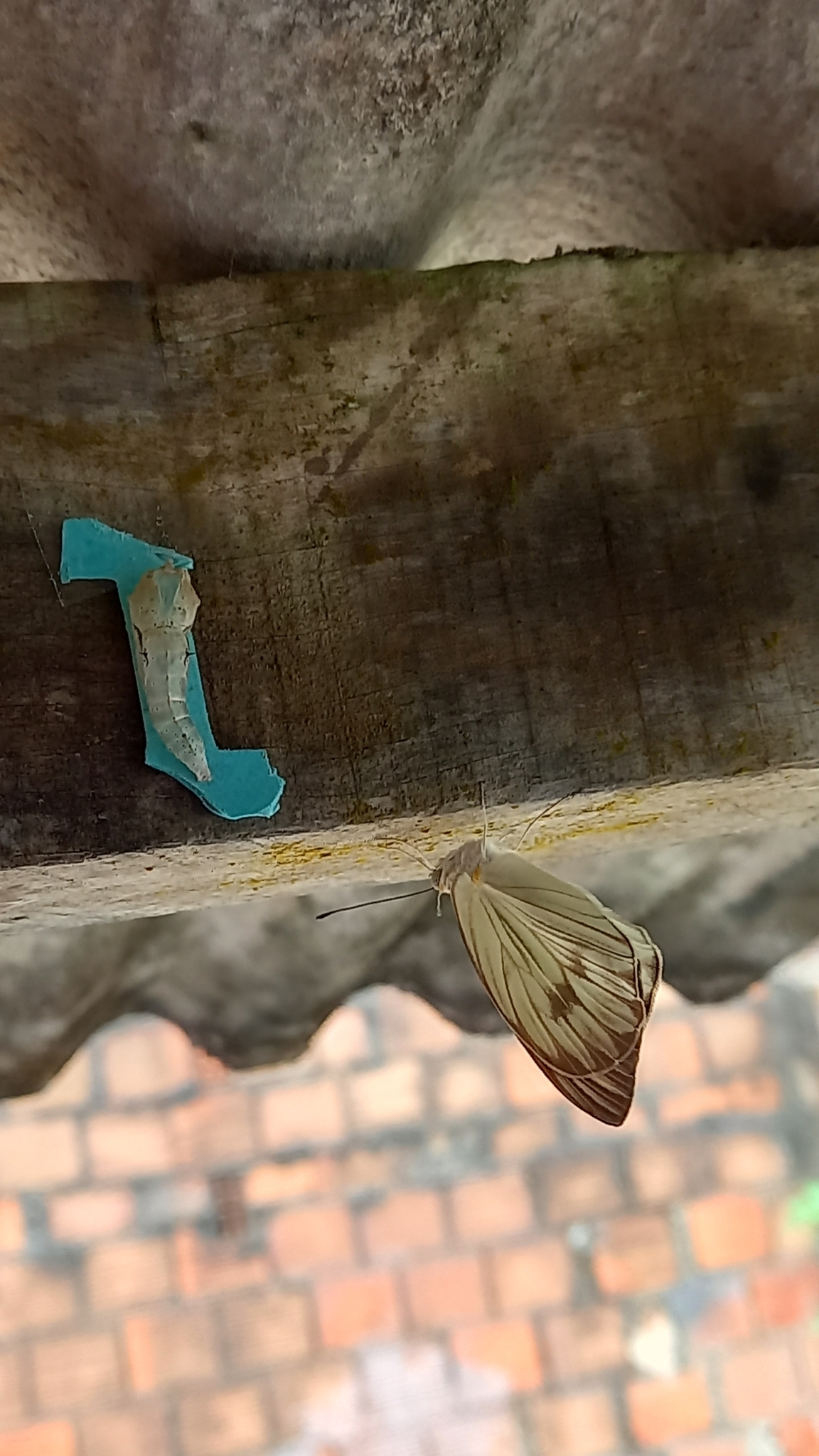
Indivíduo avistado pouco depois de eclodir da pupa em Aquidabã, em Sergipe

No último instar, a faixa que abrange os estigmas, antes verde-amarelada, torna-se amarela intensa, com espiráculos pretos e elípticos. Abaixo dessa faixa, o ventre mantém coloração verdoenga com manchas pardas, e a faixa supraespiracular segue cinza com tons roxos, aparentando escura a olho nu. O dorso apresenta cinco faixas: duas marginais amarelo-esverdeadas, uma faixa mediana da mesma cor, e duas faixas cinza com tons roxos entre elas. As patas membranosas exibem elevações escuras de onde nascem pelos claros. O pronoto mantém duas áreas negras separadas pela risca dorsal. As lagartas chegam a 30-35 milímetros, com variação no desenvolvimento. A voracidade é máxima, com doze lagartas consumindo em 24 horas uma folha de couve inteira, incluindo pecíolo.
Nos dois primeiros instares, as larvas permanecem no local da oviposição e consomem pouca quantidade de alimento, o que evita a competição intraespecífica. A partir do terceiro instar, devido à competição ou à escassez de alimento, ocorre a migração para novas fontes alimentares, como plantas vizinhas ou cultivos próximos, uma vez que as larvas têm maior mobilidade nessa fase. A migração também pode acontecer precocemente caso a fêmea cometa erros na oviposição, como colocar muitos ovos no mesmo local, em folhas pequenas ou velhas, em plantas pequenas ou no tronco, o que leva as larvas imaturas a buscar novos recursos. As lagartas hospedam caparáceas (Capparaceae) dos gêneros Capparis spp. (C. cynophallophora, C. speciosa, C. tweediana) e Crateva spp. (C. tapia), brassicáceas (Brassicaceae) dos gêneros Brassica spp. (mostarda-castanha (B. juncea), colza (B. napus), repolho-selvagem (B. oleracea), nabo (B. rapa)), Raphanus spp. (R. raphanistrum) e Nasturtium spp. (agrião (N. officinale)), fabáceas (Fabaceae) do gênero Cassia spp. e tropeoláceas (Tropaeolaceae) do gênero Tropaeolum (capuchinha (T. majus)). Estudos demonstram variação de antixenose e antibiose entre cultivares de couve, com cultivares como Gigante I-915 exibindo alta mortalidade larval. Condições de temperatura e umidade elevadas favorecem o desenvolvimento, reduzindo o tempo de eclosão e aumentando taxas de sobrevivência.

### Crisálida e eclosão
Quando chega o momento da crisálida, as lagartas suspendem a alimentação e, em cativeiro, migram para partes altas onde se fixam à transformação. As pupas medem entre 25 e 27 milímetros de comprimento e seis a sete milímetros de largura no meio do corpo, apresentando coloração amarelada, com alguns tons rosados leves. O dorso tem muitos pontos negros, enquanto a face ventral possui poucos pontos escuros. Uma carena percorre o dorso do abdome, pouco destacada, e as duas raias amarelas longitudinais são pouco nítidas. No dorso há dois espinhos negros com bases manchadas. O tórax tem uma protuberância manchada de escuro e a cabeça exibe saliências e pelos claros visíveis sob lupa. A região das asas é clara, com manchas escuras nos bordos dorsal e ventral. A face ventral é quase imaculada, permitindo ver os riscos ventrais das asas quando a pupa está deitada de costas. A pupa prende-se ao local pelo cremaster e por uma cinta de fios ao redor do corpo, característica da família. Essa cinta é resistente aos movimentos vigorosos das pupas recém-formadas. A eclosão ocorre em cerca de 11 dias. Quando adulto, o curuquerê-da-couve atual como agente polinizador e foi avistado visitando no Horto Botânico do Museu Nacional do Rio de Janeiro o gervão (Stachytarpheta cayennensis), Ixora chinenses, o tataré (Chloroleucon tortum), Chloroleucon tenuifolium e Calliandra harrisii.

## Estado de conservação
A espécie-mãe (Ascia monuste) está listada como G5 (Segura) pela NatureServe. Em 2018, foi classificada como pouco preocupante (LC) no Livro Vermelho da Fauna Brasileira Ameaçada de Extinção do Instituto Chico Mendes de Conservação da Biodiversidade (ICMBio). No mesmo ano, foi incluída na Lista de espécies com ocorrência na Bahia selecionadas para avaliação do estado de conservação. Em sua área de extensão no Brasil, ocorre em várias áreas de conservação: a Área de Proteção Ambiental do Carste da Lagoa Santa (APA Carste da Lagoa Santa), a Área de Proteção Ambiental do Planalto Central (APA Planalto Central), a Área de Proteção Ambiental da Bacia dos Ribeirões do Gama e Cabeça de Veado (APA da Bacia dos Ribeirões do Gama e Cabeça de Veado), a Área de Proteção Ambiental do Lago Paranoá (APA do Lago Paranoá), a Área de Proteção Ambiental de Jundiaí (APA Jundiaí), a Área de Proteção Ambiental Marinha do Litoral Centro (APA Marinha do Litoral Centro), a Área de Proteção Ambiental da Costa de Itacaré/Serra Grande (APA Costa de Itacaré/Serra Grande), a Área de Proteção Ambiental Sul da Região Metropolitana de Belo Horizonte (APA Sul-Rmbh), a Estação Ecológica do Seridó (ESEC Seridó), a Estação Ecológica Estadual de Wenceslau Guimarães (ESEC Wenceslau Guimarães), a Floresta Nacional de Caxiuanã (Flona Caxiuanã), a Floresta Nacional do Rio Preto (Flona do Rio Preto), a Floresta Nacional da Restinga de Cabedelo (Flona Restinga de Cabedelo), a Floresta Nacional de São Francisco de Paula (Flona São Francisco de Paula), o Monumento Natural Estadual da Lapa Vermelha (Monumento Natural Estadual Lapa Vermelha), o Parque Estadual Chandless (PE Chandless), o Parque Estadual da Serra do Tabuleiro (PE da Serra do Tabuleiro), o Parque Estadual do Morro do Diabo (PE do Morro do Diabo), o Parque Nacional do Catimbau (PARNA do Catimbau), a Reserva Biológica de Pedra Talhada (Rebio de Pedra Talhada), a Reserva Particular do Patrimônio Natural Fazenda Almas (RPPN Fazenda Almas), a Terra Indígena Kaingang de Iraí (Kaingang de Iraí).

### Praga da couve
Entre 29 genótipos de couve avaliados, Manteiga (I-916), Roxa (I-919), Manteiga 900 Legítima Pé Alto, Cabocla, Manteiga de Tupi, Couve de Leguminosas, Manteiga de São José, Manteiga de Jundiaí, Manteiga de Mococa, Manteiga de Ribeirão Pires (I-2446 e I-2620), Comum, de Artur Nogueira (Z-IMANZ) e Manteiga tronchuda portuguesa apresentaram menor preferência para oviposição. O curuquerê-da-couve provoca danos severos às plantas, pois as lagartas, ao eclodirem, atacam intensamente as folhas, preferindo as mais novas. Agem de forma agrupada e consomem quase toda a lâmina foliar, restando apenas as nervuras principais. Infestações intensas podem destruir plantações inteiras em curto prazo. O manejo do ambiente, por meio de práticas culturais, físicas e mecânicas, é essencial para reduzir as populações da praga e seus impactos, sendo considerados métodos profiláticos. O controle biológico com Bacillus thuringiensis (Bt) é eficiente, sendo mais utilizadas as variedades B. t. kurstaki (Btk) e B. t. aizawai (Bta). Entre 24 e 72 horas após a ingestão das folhas tratadas com Bt, as lagartas cessam a alimentação e morrem, liberando esporos no ambiente, o que pode contaminar outras lagartas. Para sua aplicação, recomenda-se o uso de pulverizadores isentos de resíduos de agroquímicos convencionais, pois o Bt é sensível a essas substâncias.
O controle químico da praga geralmente é realizado com pulverizações de inseticidas de baixo poder residual, como os piretroides. Em culturas como couve-de-folha e repolho, esse uso deve ser limitado a casos realmente necessários, priorizando produtos de baixa toxicidade (classes III e IV) e com curto período de carência. No Brasil, os inseticidas botânicos ainda são pouco variados comercialmente, mas estão disponíveis formulações à base de alho, rianodina, rotenona, quássia e azadiractina. No exterior, são comuns produtos com rotenona, piretrina e azadiractina. Como alternativa, sistemas de cultivo orgânico adotam práticas como o plantio de espécies aromáticas nas bordas ou entre fileiras da lavoura. O alecrim (Rosmarinus officinalis) e a hortelã (Mentha spp.) são utilizados como repelentes, enquanto o coentro (Coriandrum sativum) se destaca por liberar compostos voláteis que interferem na seleção da planta hospedeira pelas fêmeas da praga, reduzindo a oviposição e o ataque das lagartas. Ademais, durante o florescimento, o coentro atrai predadores naturais, contribuindo para o controle biológico.